# 広島ライトニング
広島ライトニング（ひろしまライトニング、英: Hiroshima Lightning）は、かつて存在していた日本のプロバスケットボールチーム。ホームタウンは広島県。bjリーグに所属していた。
2016年4月30日にコーチと全選手との契約を解除し、活動を休止した。

## 概要
2013年に創設。2014-15シーズンからbjリーグ下部リーグにあたるbjチャレンジリーグに参加、翌2015-16シーズンからbjリーグに所属する。中国地方におけるbjリーグ加盟は島根スサノオマジック以来2チーム目である。チームカラーは紫と黄。チーム名「ライトニング(Lightning)」は稲妻を意味し、雷鳴のように力強く、また光り輝くチームに、そのような人材が育てられるよう願いを込めて、名付けられた。なお当初は「bjチャレンジリーグ広島」、のち「広島サン・スターズ」と名乗り、2014年2月から現名。チームを運営する広島プロバスケットボールはバスケ/英会話/チアダンススクール「bjアカデミー広島」を運営しており、所属選手はbjアカデミー広島の講師も兼任する。ホームアリーナは広島市安佐南区スポーツセンター。

## 歴史

### アカデミー創設
広陵高校/広島経済大学出身の中島健太は、bjリーグ・東京アパッチ練習生を経てIBLニッポン・トルネードで第1期生としてプロ入りし、以降IBLバンクーバー・ボルケーノスで活躍した。それと平行してオフシーズンにはバスケクリニックを広島で開催していた。
2012年シーズン終了をもって中島は帰国、今度はNBAつまり世界でプレーする選手を育てようと広島を拠点にバスケアカデミー開校を目指し、その運営母体として2013年4月「広島プロバスケットボール株式会社」を設立した。
当初は中島のみが主体で活動するバスケクリニックを行っていたが、2013年7月bjリーグアカデミーと業務提携、以降「bjアカデミー広島」として開校している。

### bjリーグ

#### bjチャレンジリーグ参加表明
2013年7月、bjリーグはその下部にあたる新リーグ・bjチャレンジリーグ構想を発表、この際に「bjチャレンジリーグ広島」として参加を表明した。
2014年10月3日、中島社長とともに、bjリーグコミッショナー河内敏光・bjチャレンジリーグ最高責任者中野秀光のほか阿部達也・東英樹のbjリーグ主要幹部すべて出席した記者会見が広島商工会議所で行われ、チーム名「広島サン・スターズ」の発表とチームの方針、初代HCとして元バンクーバーHCのジョー・ナバーロ就任とこの時点で契約締結した選手の紹介、そして開幕戦はサンスターホール（坂町立町民交流センター）を用いることが発表された。ただ、この時点で決めたチーム名は商標を配慮したものではなかった。
そこへ2014年12月、サンスターよりチーム名についてクレームが入ったためチーム名称を変更、「広島ライトニング」とした。また、ナバーロが家庭の事情により退任し、中島がチーム代表兼監督に就任した。

#### bjチャレンジリーグ 2015
bjチャレンジリーグ初年度は広島と兵庫インパルスの2チームのみ参戦が確定、2015年1月から4月まで1stラウンド、同年6月から9月まで2ndラウンドが、兵庫とのホーム・アンド・アウェーで行われる。アリーナは1stラウンドホーム3試合はそれぞれ安佐北区スポーツセンター・安佐南区スポーツセンター・中区スポーツセンターの3箇所で行われた。
結果は1stラウンドは6戦全勝している。
また、このシーズン中である2015年4月には、目標であったbjリーグ参入が2015-16シーズンからとして決定した。

#### bjリーグ 2015-16
このシーズンからbjリーグに参戦する。当初、ホームアリーナは安佐南区スポーツセンターを用いることになっていたが、会場確保においてホームアリーナを借りることができず、またチーム経営がうまくいかなかったために有料開催を無料開催に振り替えたり、シーズン途中から山口県内（山口市、周防大島町、周南市、柳井市など）で試合開催していた。
ヘッドコーチに前シーズン途中に退団したジョー・ナバーロが再度就任。bjリーグやNBLチーム所属経験者を含む9名の日本人選手および3名の外国人選手と契約して開幕を迎えた。しかし、開幕直後より退団者が相次いだため、前シーズン広島ライトニングに所属していた選手を呼び戻したり、bjチャレンジリーグの兵庫インパルスに所属していた大学生選手と契約して選手を補充した。1月末にナバーロHCも契約解除となったため、1月30日・31日の大阪エヴェッサ戦は、広島とコーチ契約を締結した兵庫の勝又英樹HC、2月6日・7日の島根スサノオマジック戦は和歌山トライアンズアンバサダーの石橋貴俊が指揮を執った。この翌週よりナバーロが復帰している。
チームの成績はシーズン開幕から5連敗した後、10月17日に安佐南区スポーツセンターでの高松ファイブアローズ戦で初勝利をあげる。しかし、その後は再び連敗が閉幕まで続き、リーグ全体の最下位に沈んだ。
レギュラーシーズン終了後の2016年4月30日、公式Facebook上でナバーロHC及び全選手との契約解除を発表。これがクラブからの最後の情報発信となり、公式サイトもクローズされ、事実上の活動停止となった（次項目詳述）。ナバーロは、B2リーグ（2部）の香川ファイブアローズのヘッドコーチに就任。大澤歩と前村哲也も香川に移籍し、西尾優希・中島卓也・小柴静がB3リーグの埼玉ブロンコスに移籍した。
後述するB.LEAGUE参加が認められなかったことにより運営母体の経営が悪化し、2016年4月30日をもって活動を休止し、2017年6月6日に運営会社の広島プロバスケットボール株式会社が広島地方裁判所より破産開始決定を受けた。
法人解散後、代表だった中島は一般社団法人バスケットボールジャパンアカデミーのスタッフを経て、2020年より金沢武士団のゼネラルマネージャーを務めている。

### JPBL参入問題
2015年6月、ライトニングは2016-17シーズンから開幕するジャパン・プロフェッショナル・バスケットボールリーグ (JPBL) に向け参加申請した結果、JPBL再編を主導するJAPAN 2024 TASK FORCEは県協会の支援文書提出を前提に条件付き参加を認めた。
しかし県協会は、協会承認のもとJPBLに参加表明したドラゴンフライズとの2チーム共存は広島都市圏での経済規模の中で存続していくのは可能なことではないとして、支援文書提出を拒否した。これを受けて、ライトニング側は支援文書の提出期限4日前にあたる2015年6月11日日本スポーツ仲裁機構に県協会を提訴した。JAPAN 2024 TASK FORCEはライトニングおよび県協会に対し事情聴取し、「両者の話し合いを続けること」「支援文書提出期限を設けない」と両者に通告し、これを受けて同年6月17日ライトニングは提訴を取り下げている。同年7月13日、両者で話し合いが行われたものの県協会側は「決定を覆すような要素が出なかった」との理由により結論を変えなかった。
2015年7月16日、JPBL理事会は県協会の結論を受け、ライトニングの2016-17シーズンからのJPBL入会を承認しないと発表した。JPBLに参入を希望しながら入会が認められなかったのは、事実上活動休止中だった和歌山トライアンズ（2015年までNBL所属　現在近畿リーグ所属）と広島ライトニングの2チームのみである。

## 成績
| 年度    | レギュラーシーズン | レギュラーシーズン | レギュラーシーズン | レギュラーシーズン | レギュラーシーズン | レギュラーシーズン | レギュラーシーズン | レギュラーシーズン | 最終結果 | HC               | 備考          |
| 年度    | 勝                 | 敗                 | 勝率               | ゲーム差           | 得点               | 失点               | 得失点差           | 順位               | 最終結果 | HC               | 備考          |
| 2015    |                    |                    |                    |                    |                    |                    |                    |                    |          | 中島健太         | bjCリーグ所属 |
| 2015-16 | 1                  | 51                 | .019               | 40.0               | 64.6               | 107.2              | -42.6              | 西12位             | 24位     | ジョー・ナバーロ |               |

## 選手とスタッフ

### スタッフ
| 役職         | 名前             | 生年 | 出身     | 前所属                     |
| ヘッドコーチ | ジョー・ナバーロ | 1972 | アメリカ | バンクーバー・ボルケーノス |

### 選手
2015-16シーズン終了時点。
| No. | 名前             | P | 生年 | 身長、体重     | 出身   | 前所属                         |
| 0   | 大澤歩           | G | 1991 | 177cm、75kg    | 静岡県 | 専修大学                       |
| 1   | 松岡洲我         | G | 1994 | 176cm、74kg    | 京都府 | 東京オーシャンズ               |
| 7   | 西尾優希         | G | 1992 | 166cm、66kg    | 京都府 | びわこ成蹊スポーツ大学         |
| 11  | 前村哲也         | G | 1994 | 178cm、75kg    | 広島県 | 大阪学院大学                   |
| 14  | 冨岡大地         | G | 1995 | 164cm、60kg    | 広島県 | 広島経済大学                   |
| 24  | 日下謙人         | F | 1990 | 190cm、86kg    | 群馬県 | レノヴァ鹿児島                 |
| 30  | ジージオ・ベイン | C | 1985 | 214cm、111.1kg | バハマ | バンクーバー・ボルケーノス     |
| 33  | 中島卓也         | G | 1992 | 180cm、72kg    | 千葉県 | 和歌山トライアンズ（レンタル） |
| 39  | 船山裕士         | F | 1992 | 190cm、80kg    | 奈良県 | 東京サンレーヴス               |
| 73  | 小柴静           | G | 1992 | 187cm、81kg    | 青森県 | 東京サンレーヴス               |

#### 過去の所属選手
bjリーグ参入後
- 久山智志
- 田村大輔
- 地久里謙成
- 堤啓士朗
- 野元勇志
- アンドレ・マーレー
- 武井修志
- アダム・ハーマン
- 岡本貴彦
- 石川尚樹
- 佐藤実寛

## bjリーグアカデミー広島
広島ライトニングの育成組織（下部組織）にあたり、バスケットボールと英会話を指導普及することで世界的なプレーヤーを育てようと活動している。
開校しているクラスは以下のものになる。
- バスケットボール
  - バスケットクラス - 育成・普及クラス
  - ELITEクラス - プロ予備軍が参加する選抜クラス。
- 英会話クラス
- チアダンスクラス

2015年現在、中区校（中区スポーツセンター）・西区校（広島県スポーツ会館）・安佐南区校（安佐南区スポーツセンター）・佐伯区校（佐伯区スポーツセンター）の広島市内4校、呉校（呉市総合体育館ほか）の呉市内1校の、全5校で運営している。